# Église Sainte-Colombe de Sainte-Colombe (Charente)
Pour les articles homonymes, voir Église Sainte-Colombe de Sainte-Colombe.
L'église Sainte-Colombe est une église catholique située à Sainte-Colombe (Charente), en France.

## Localisation
L'église est située dans le département français de la Charente, sur la commune de Sainte-Colombe.

## Historique
L'église date du XIIe siècle, la nef est ornée de colonnes et de chapiteaux avec sainte Colombe et saint Pierre sculptés.
L'édifice est classé au titre des monuments historiques en 1973.

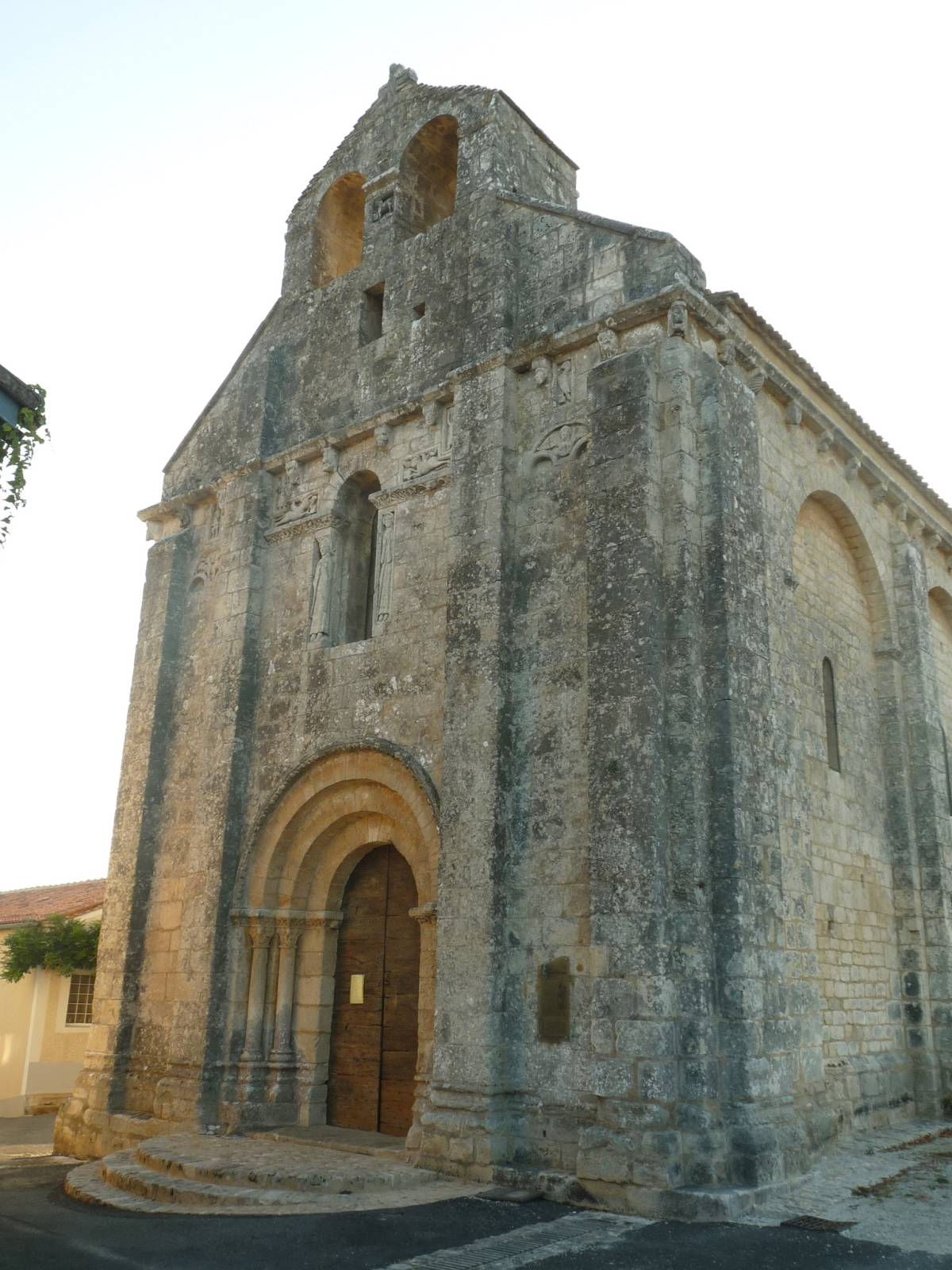
La façade
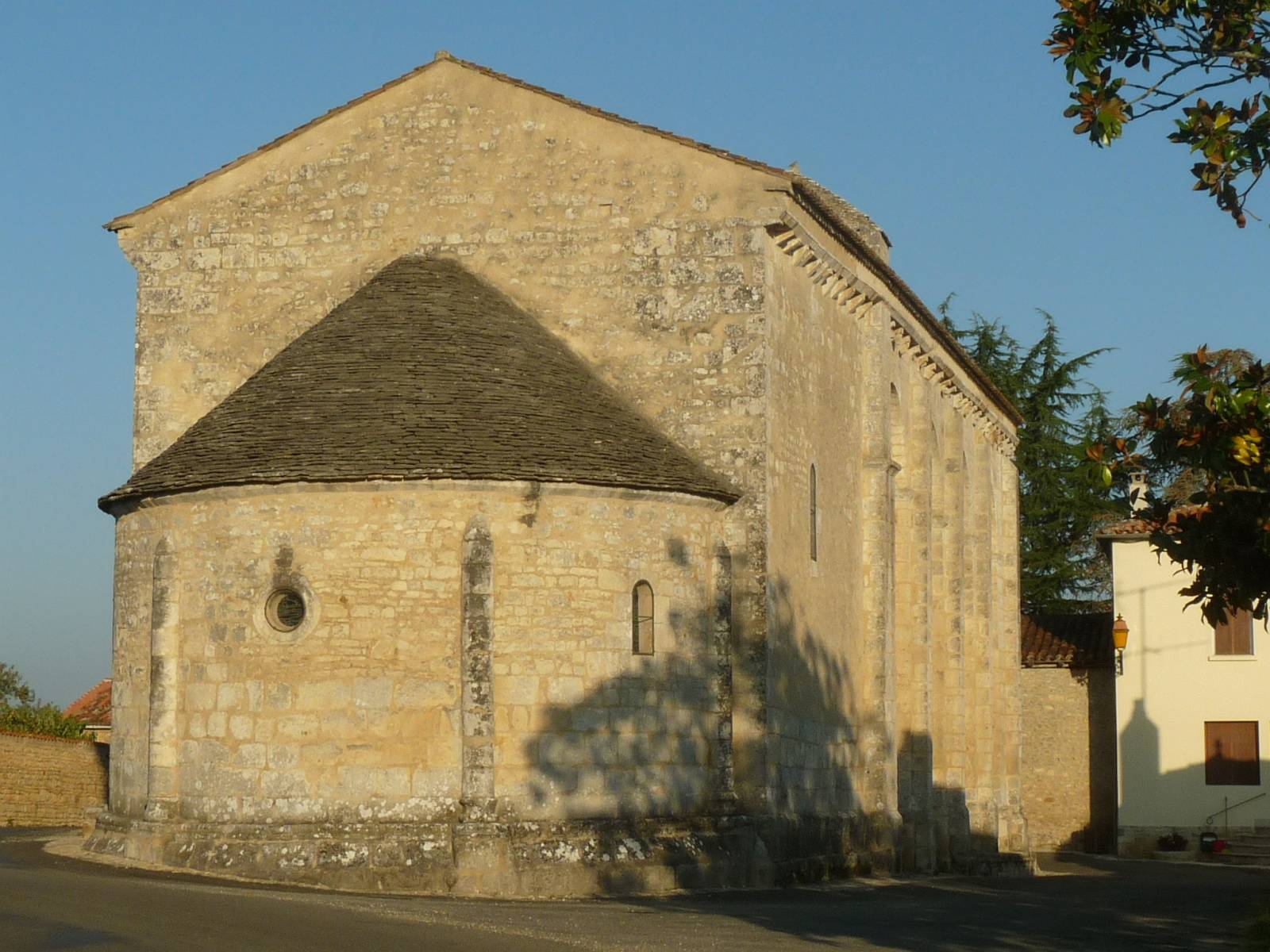
Le chevet, couvert de lauzes